# Списък на терористични атаки
Следва списък с някои по-известни терористични атаки в световната история.
Масовите убийства, както и показните убийства, и атентати срещу известни личности не се включени в тази статия.

## до 19. век
- 1 век – Сикариите и други групи зилоти методично избиват римляни и евреи с цел премахването на римската власт над провинция Юдея.
- 11 век, Сирия и Иран – Хасаниините, последователи на Хасан ас-Сабах, създават движение, чиято цел са убийствата на важни за тях врагове. Групата е позната под общото название хашашини, тоест „онези, които употребяват хашиш“. Приема се, че именно оттук идва и английската дума за наемен убиец – 'assassin'.[1]
- 5 ноември 1605, Англия – група английски католици-заговорници, водени от Робърт Кейтсби правят неуспешен опит да взривят Камарата на лордове, с цел да убият крал Джеймс I. Този провален опит е известен като: Барутния заговор.
- 28 юли 1835, Франция – Джудзепе Марко Фиески прави неуспешен опит да убие крал Луи-Филип с помощта на многоцевно оръдие. Около 18 загинали.
- 1865 – 1877, САЩ, период на организирани гонения и убийства на бивши роби и техни привърженици от страна на Ку-клукс-клан. Около 3 000 загинали.
- 1881 – 1885, Англия – организирани атаки от страна на ирландски националисти срещу Британската империя, известна и като Фенианска бомбена кампания. Около 4 убити и 86 ранени.[2]
- 4 май 1886, САЩ – при взрив на площад Хеймаркет в Чикаго загиват 11 души.
- 26 август 1896, Турция – в Истанбул 28-членна група от Арменската революционна федерация завзема Отоманската имперска банка. Жертвите са около 10 човека.

## 1900 – 1950
- 15 – 17 април ст. стил (нов стил: 28 – 30 април) 1903, Гърция – български младежи, участници в анархо–терористична група, известна и като „Гемиджиите“, извършват редица атентати срещу Османската империя и с цел да привлекат вниманието на западните държави в защита на българското население в Македония. По данни на западни дипломати общо жертвите са 10 умрели и 16 ранени. По други данни пострадалите са много повече.
- 21 юли 1905 – в Истанбул Арменската революционна федерация извършва неуспешен опит за убийството на султан Абдул Хамид II. 26 загинали и 58 ранени.
- 31 май 1906, Испания – в Мадрид испанския анархист Матео Морал хвърля букет-бомба върху крал Алфонсо XIII и принцеса Виктория в деня на сватбата им. Кралските особи не са ранени, но загиват около 25 други души, ранените са повече от 100. Случаят е известен като „Аферата „Морал“.
- 25 август 1906, Русия – на Аптекарския остров, близо до Санкт Петербург трима членове от тогавашния Съюза на социалистите революционери-максималисти, преоблечени във военни униформи, взривяват бомба в публичната приемна към вилата на тогавашния руски министър – Пьотър Столипин. Самият той остава невредим, но според различни данни са убити около 28 човека, а тежко ранените са около 32-ма.
- 1 октомври 1910, САЩ – в Лос Анджелис член на синдиката, принадлежащ към Международната асоциация на мостовите и строителните железари взривява куфар-бомба в редакцията на вестник Лос Анджелис Таймс, а впоследствие и на възникналия пожар загиват 21 работници, ранените са над 100.
- 22 юли 1916, САЩ – на парад в Сан Франциско е взривен е куфар-бомба, загиват около 10 човека, ранените са около 40. Идентичността на извършителите така и не е установена.
- 30 юли 1916, САЩ – на пристанището в Ню Йорк немски саботьори взривяват американски боеприпаси, предназначени за съюзниците в Първата световна война. При експлозиите загиват само 4 човека, но са унищожени военни съоръжения в размер на 20 милиона щатски долара. Взривени са около 910 тона леки боеприпаси и 45 тона ТНТ, намиращи се на близкостояща баржа. Експлозията е била с магнитуд между 5.0 и 5.5 по скалата на Рихтер. Засегната е била и Статуята на свободата. Саботажът е наречен „Експлозията при „Черния Том““ (по името на едноименния остров в пристанището, където основно са се намирали депата с амуниции).[3]
- 16 септември 1920, САЩ – на Уол Стрийт в Манхатан, Ню Йорк, е взривен файтон с около 45 кг.динамит и около 230 кг. чугунени тежести. Загиват 40 души, а ранените са над 300. Атентаторите така и не са били разкрити, въпреки че следователите и историците заключават, че извършителите са били италиански анархисти. Атаката е свързвана със следвоенни социални вълнения, трудови борби и антикапиталистическа агитация в САЩ.
- 13 декември 1921, кралство Румъния – бомба е взривена в палатата на тайната полиция в Болград. Загиват 100 войници и офицери. Като извършители са заподозрени бесарабски сепаратисти. Известен е като „Атентатът срещу двореца в Болград“.[4]
- 16 април 1925, България – извършен е атентат в църквата „Света Неделя“ в София по време на служба. Атентаторите са група дейци от военната организация на БКП. Взривена е основата на купола и той пада върху присъстващите на в църквата. Загиват 150 души. С починалите впоследствие броят на жертвите достига 213. Ранени са над 300 души. Сред жертвите, освен множеството невинни граждани има висши военни дейци и политици. По случайност Цар Борис III се отървава, защото закъснява за службата, бидейки на погребение на убитите в опит за покушение срещу него два дни по-рано.[5]
- 22 юли 1946, Израел – в Йерусалим членове на нелегалната паравоенна дясна ционистка организация Иргун взривяват Британската административна щаб-квартира заПалестина. Убити са 91 и са ранени 46 души.[6]
- 22 февруари 1948 г., Израел – няколко арабски паравоенни и британски дезертьори навлизат с 4 превозни средства в една от най-оживените улици в Йерусалим и ги взривяват. По данни загиват между 49 и 58 души,[7] ранените са между 140 и 200.[8]

## 1950-те
- 1 ноември 1950 – Националисти от Пуерто Рико се опитват да убият президента на САЩ Хари Труман.
- 1954 – МОСАД взривява няколко обекта в Египет, за да подрони авторитета на правителството.
- 1 март 1954 – Националисти от Пуерто Рико атакуват сградата на Конгреса във Вашингтон, ранявайки петима членове на парламента.
- 30 септември 1956 – FLN атакуват офиси на френски компании в Алжир.

## 1970-те

### 1972
- 4 септември – По време на Олимпийските игри в Мюнхен 8 палестински терористи от групировката „Черният септември“ убиват 2-ма спортисти от Израел. Други 9 са взети за заложници и по-късно загиват при неуспешен опит да бъдат освободени. Освен тях са убити един германски полицай и петима от осемте терористи. В отговор на терористичния акт израелските тайни служби проследяват по света и убиват няколко палестинци, които смятат за свързани с атентата. По погрешка е убит и един напълно невинен гражданин.

## 1980-те

### 1984
- 30 август – Атентати на 30 август 1984: Първо е взривена чакалнята на жп гара Пловдив. Загива една жена. 42-ма души са ранени. Тогавашната власт веднага ремонтира помещението и сменя прозорците на гарата. На вестниците е забранено да разгласяват за избухналата бомба. На същия ден втори взрив разтърсва паркинга на аерогара Варна, но без да вземе жертви. В този ден и в двата града на посещение е трябвало да дойде Тодор Живков.

### 1985
- 9 март – Атентат на гара Буново: взривен е вагон за майки с деца в бързия влак № 326 по линията Бургас-София. Загиват 7 души, 9 са тежко ранени. Поради закъснението на влака, часовниковият механизъм на бомбата се задейства преди тунела на гара Буново, вместо вътре в тунела. Същия ден бомба избухва и в кафе-сладкарницата на хотел „Сливен“ в гр. Сливен. Няма пострадали. Извършителите и на двата атентата принадлежат към нелегалната организация Турско националноосвободително движение в България.

### 1988
- 21 март – самолет Боинг 747 на американската компания „Пан Ам“, извършващ полет 103 по линията Лондон – Ню Йорк експлодира във въздуха над Локърби – Шотландия. Загиват 243 пасажера, 16 души екипаж и 11 жители на Локърби. За терористичния акт са уличени атентатори от либийски служби. Един от тях – Меграхи е признат за виновен и осъден на 31 януари 2001 г. на доживотен затвор. Освободен е през 2009 г. и върнат в Либия по решение на съда на Шотландия, поради раково заболяване в последна фаза. В Либия е посрещнат като герой.

## 1990-те

### 1995
- 19 април – Камион-бомба е взривен пред федералната сграда „Алфред П. Мъра“ в град Оклахома, САЩ. Убити са поне 168 души, ранените са над 680. Извършителите са симпатизанти на едно от Милиционерските движения в САЩ.

### 1997
- 4 септември – Израело-палестински конфликт: 8 души са убити и 150 ранени при три самоубийствени атаки на военната групировка Хамас в центъра на Йерусалим, Израел. Тримата самоубийци се взривяват на пешеходна зона в рамките на една минута. Атентатът е извършен една седмица преди мирната мисия на американския посланик Мадлин Олбрайт в Йерусалим.

### 1998
- 15 август – Най-малко 28 души загиват, над 220 са тежко ранени след избухването на бомба, поставена в автомобил на пазара в град Омаг в Северна Ирландия. Конфликтът в Северна Ирландия започва през 1968 и е свързан с противоречията между католическо малцинство (IRA) и протестантското мнозинство в страната.

### 1999
- 4 септември – Камион, натоварен с експлозив е взривен в град Буйнакск, Дагестан, в жилищен квартал, в който живеят семйства на военни. Загиват 62 души, а повече от 100 са ранени.

## От 2000

### 2001
- При Атентатите, извършени на 11 септември терористи от арабски произход вземат контрол над 4 самолета. Два от тях се блъскат в кулите-близнаци на Световния търговски център в Ню Йорк и напълно го разрушават, а друг се разбива в Пентагона в Арлингтън, Вирджиния. Убити са общо 2749 души.

### 2002
- 23 октомври – Чеченски терористи окупират театъра на улица Дубровка в Москва и вземат за заложници над 850 души. След тридневни преговори руски специални части щурмуват сградата. Загиват 129 заложници, по-голямата част от които се задушават от употребения от ОМОН неизвестен упойващ газ.

### 2003
- 25 август – Приблизително 52 души са убити и 150 ранени при взривяването на две коли бомби в центъра на Бомбай, Индия, в рамките на няколко минути.
- 27 декември - База "Индия" в Кербала, Ирак, бе атакувана с камион-бомба. Загинаха петима български военнослужещи от състава на Първия пехотен батальон и десетки бяха ранени Отговорност за атентат поемат Ал-Кайда.

### 2004
- 11 март – Бомбени атентати в Мадрид: Серия от десет взрива избухват в четири влака в Мадрид, Испания. Загиват 192 души, а близо 2050 са ранени. Тридесет чужденци от 13 националности са сред жертвите на атентатите в Мадрид, включително и четирима български граждани. Отговорност за атентата поема Ал-Кайда. По-късно става ясно, че планът на терористите е бил четирите влака да се взривят когато се засекат на централната гара в Мадрид, за да може силата на взрива да унищожи сградата на гарата и да причини хиляди жертви.
- 1 септември – Чеченски терористи вземат за заложници повече от 1200 деца, родители и учители в сградата на училището в град Беслан, Северна Осетия. На третия ден от кризата избухва престрелка между въоръжените родители на децата и терористите. Специалните сили по принуда се намесват. Чеченците взривяват покрива на училището. Загиват 334 души, от които 186 – деца. Шамил Басаев поема отговорност за атентата.

### 2005
- 7 юли – Бомбени атентати в Лондон, при които при координирани взривове на атентатори самоубийци в лондонското метро и един автобус на градския транспорт загиват 52 невинни граждани и са ранени около 700 души.

### 2006
- 18 септември – Терорист камикадзе се взривява на многолюден пазар в град Тал Афар, северозападен Ирак, недалеч от границата със Сирия. Загиват 21 души, а повече от 20 са ранени.

### 2009
- 6 ноември – 13 души са убити и над 30 ранени, след като военният психолог майор Нидал Малик Хасан, американски гражданин, мюсюлманин от палестински произход, с викове „Аллах е велик“, открива огън по военнослужещи в медицински център за лечение в най-голямата американска военна база Форт Хууд, щата Тексас.
- 27 ноември – 26 души загиват при бомбен атентат срещу „Невски Експрес“ в Русия.

### 2012
- 18 юли – атентат на летището в Бургас срещу израелски туристи. Загиват 5 души и около 35 са ранени.

### 2013
- 15 април – атентат по време на маратона в Бостън, САЩ. Загиват 6 души и около 280 са ранени.

### 2015
- 13 ноември – Многобройни атаки в Париж – камикадзета пред Стад дьо Франс, убийства в Батаклан и Камбоджийски ресторант. Загиват 129 души и над 300 ранени.

### 2016
- 22 март – атентат на Брюкселското летище Завентем и на метростанция в близост до Европейските институции. Загиват 31 души и около 300 са ранени.

### 2024
- 22 март - Терористичен атентат в Крокус Сити Хол в Москва. В концертната зала загиват 144 души а 551 са ранени на масова стрелба на група „Пикник“ в 20:00 вечерта преди да започне атаката. Извършители са Хорсани от Исляма